# 納豆
納豆（日语：／ Nattō）是日本常見的傳統發酵食品，由黃豆通過Bacillus subtilis natto（枯草桿菌亞種之一）藉由菌種發酵所釋放的酵素轉化蒸煮過黃豆的營養成分所製成的豆製品，气味浓烈，有黏性，不僅保有黃豆的營養價值、富含維生素K2、提高蛋白質的消化吸收率，更重要的是發酵過程產生了多種生理活性物質，具有溶解體內纖維蛋白及其他調節生理機能的保健作用。根據藤原明衡所著的新猿樂記推算，日本人食用納豆至今已有超過一千年的歷史。

## 起源
日本近代古書《和漢三才圖會》中記載納豆自日本古代開始製作，而在其他一些文獻中提到，「納豆」一詞最早出現於平安時代11世紀中期，由藤原明衡所著的《新猿樂紀》當中所記載的“腐水葱香疾大根舂鹽辛納豆”（腐水葱香疾大根舂塩辛納豆）。日本的納豆粗略可分為兩種，一種是日本獨有的拉絲納豆（糸引き納豆），另一種則是納豆一詞起源的醃鹹納豆（塩辛納豆），現在日本一般認知為納豆而食用的，是以拉絲納豆為主的產品，但是納豆原本的意思是指醃鹹納豆，即東亞傳統的豆豉傳入日本後的名稱。
日本獨有的拉絲納豆，其來源無法確定，一個來源說認為是自繩文時代由外傳入大豆與稻子之後，在漫長的過程中，偶然出現的一種發酵食品，另一個來源說則認為是由聖德太子所發現。而醃鹹納豆則始於中國的豆豉，日本文獻也曾稱納豆為「豉」，但該說法是否和中國作為鹹菜的豆豉一樣已不得而知，平城京出土的木簡中也有「豉」宇。由於豆豉在僧家寺院的納所製造後放入甕桶貯藏，後由禪僧從中國傳播到日本寺廟，所以納豆首先在寺廟得到發展，是以亦稱「唐納豆」或「鹹納豆」。隨後依當地環境發展出納豆，如日本不用豆豉而用大醬，或用醬油不用豉汁。在日本更基於各地區特色，傳承出諸如大龍寺納豆、大德寺納豆、一休納豆、大福寺的濱名納豆、悟真寺的八橋納豆等等地方特產。

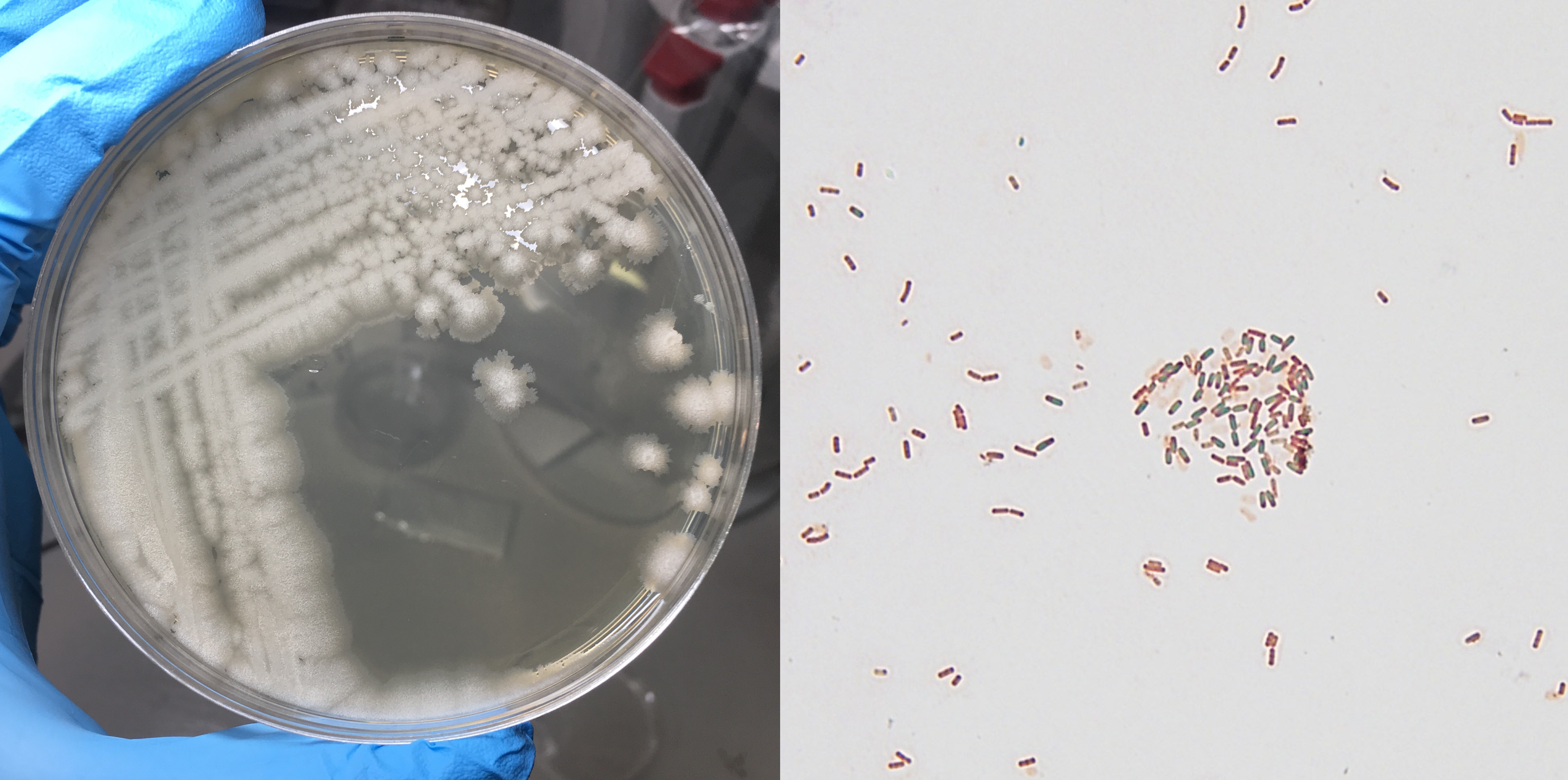
自商品纳豆中提取的纳豆菌。左图为TSA平板培养基上生长的菌落，右图为经孔雀石绿-番红染色的细菌涂片，芽孢呈绿色，红色为营养态菌体.

## 製作方式

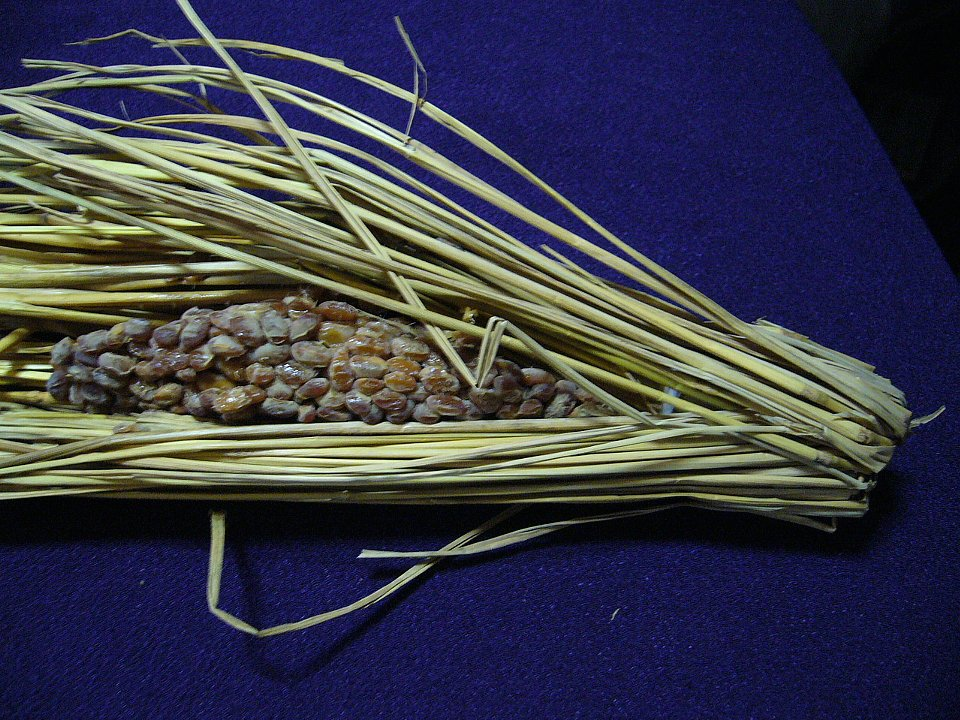
傳統包裹在稻草中的水戶納豆

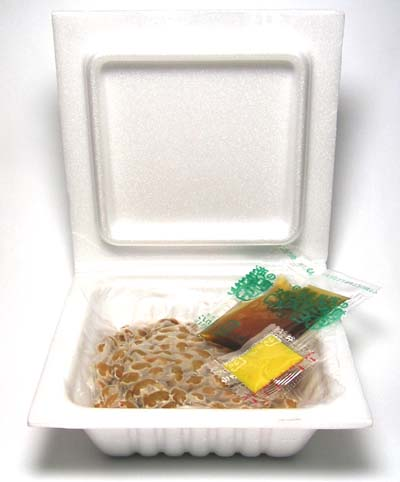
現代在工廠製作的納豆

傳統製法將蒸熟的黃豆用稻草包裹起來，稻草浸泡在100度的沸水中以殺菌消毒，並保持在攝氏40度放置一日，稻草上常見的枯草桿菌（納豆菌）因可产生芽孢而耐熱度高，殺菌過程不受破壞，高溫培養速度快也能抑制其他菌種，並使黃豆發酵後產生黏稠的絲狀物，這種黏稠外觀主要來自成分中的穀氨酸，被認為是納豆美味的來源。有麴的味噌製作時須維持低溫，納豆的發酵則需要較高的溫度。
二十世紀後期高品質稻草取得不易，多已改用保麗龍或紙製容器盛裝販售。因此現代的製作方式，是利用蒸過的黃豆加上人工培養出的納豆菌混合後，直接放在容器中使之發酵，黃豆以外之某些食品亦能製成納豆。
而製作清酒時，原料的米中若不慎受納豆菌沾染，以其快速的繁殖速度，將抑制釀酒所需的酵母菌。釀清酒處所不可出現納豆，其他發酵食品可能也有類似情況，製程需多加留意。例如納豆菌屬於弱酸性，也會阻礙乳酸菌製造的乳酸。
經由生物工程，在技術上已經開發出氣味較弱的納豆，但由於使用了活性較低的納豆菌種，容易造成其他細菌的增殖空間。此外，納豆菌的天敵是會寄生在細菌上的噬菌體病毒，在噬菌體開始作用後會降低納豆菌的活動能力，並可能造成其他細菌開始繁殖，因此應避免食用超過保存期限的納豆。不過如果沒有受到污染，通常是納豆菌的天下，所以一般略微超過保存期限的話還是能吃，只是如果在溫熱環境發酵過頭的話，會出現白色結晶，氨味會比較重。

## 食用方式
傳統上先攪拌至絲狀物出現，再將納豆加上醬油或日式芥末（一般在百貨所賣的盒裝納豆，使用的是日式淡醬油還有黃芥末），置於白飯上食用，是為納豆飯。也有人將納豆和生雞蛋、蔥、蘘荷、蘿蔔、柴魚等各種食材一起混合。在北海道、東北地方有時也將納豆和砂糖混合。亦有加上美乃滋的創意吃法。若未經攪拌便加入醬料會使水分過多，粘性也會有所消減，蔥和芥末、大蒜等則能抑制「納豆氨」刺鼻的氣味。

## 纳豆的营养
纳豆含有黄豆全部营养，再加发酵后增加的特殊养份，含有皂素、异黄酮、不饱和脂肪酸、卵磷脂、叶酸、食用纤维、钙、铁、钾、维生素及多种氨基酸、矿物质及100多种以上的种类，维生素K2，二吡啶酸等重要养分，适合长期食用维护健康。
经日本的医学家、生理学家研究得知，大豆的蛋白质具有不溶解性，而做成纳豆后，变得可溶并产生氨基酸，而且原料中不存在的各种酵素会由于纳豆菌及关联细菌产生，帮助肠胃消化吸收。纳豆的成分是：水分61.8%、粗蛋白19.26%、粗脂肪8.17%、碳水化合物6.09%、粗纤维2.2%、灰分1.86%，作为植物性食品，它的粗蛋白、脂肪最丰富。纳豆系高蛋白滋养食品，纳豆中含有的酵素，食用后可排除体内部分胆固醇、分解体内酸化型脂质，使异常血压恢复正常。

## 研究與發展
- 日本：有日本機構研究出納豆中產生粘的成份可以製成出納豆粉末。

## 媒體誤解
2007年1月7日，日本關西電視台生活資訊節目《發掘！真有其事大百科Ⅱ》（発掘！あるある大事典Ⅱ）宣稱「根據美國專家的飲食研究，進食納豆可以有效減肥」。之後，該段內容被日本《週刊朝日》發現內容不實，《週刊朝日》並揭發該節目製作單位「日本Telework股份有限公司」（日本テレワーク株式会社，Japan Television Workshop Co., Ltd.）揑造研究數據。2007年1月21日，關西電視台社長千草宗一郎為此公開道歉。

## 圖片

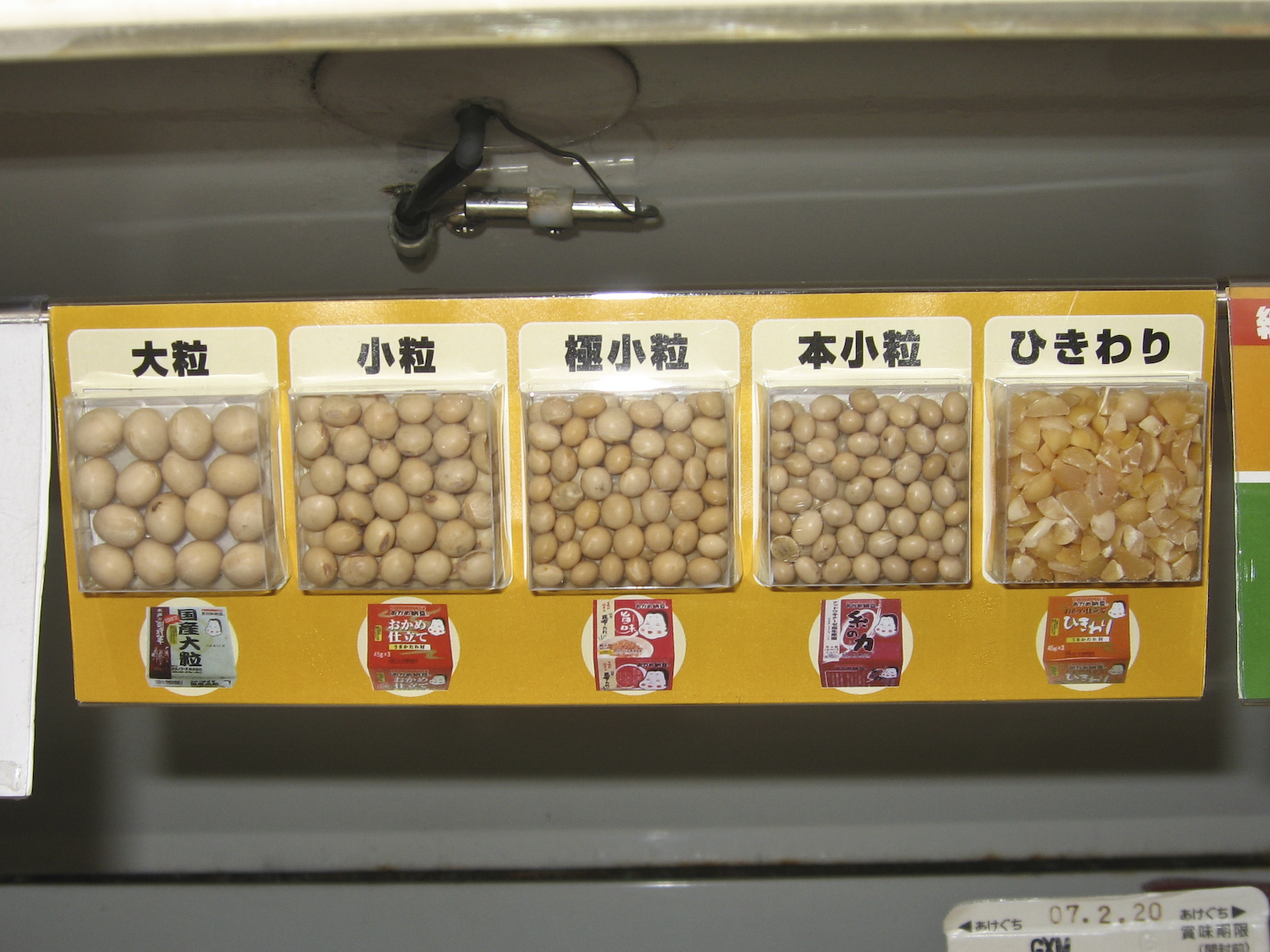
超市發酵前的大小顆納豆
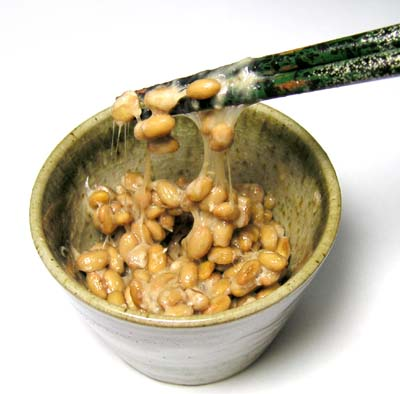
用筷子攪拌納豆
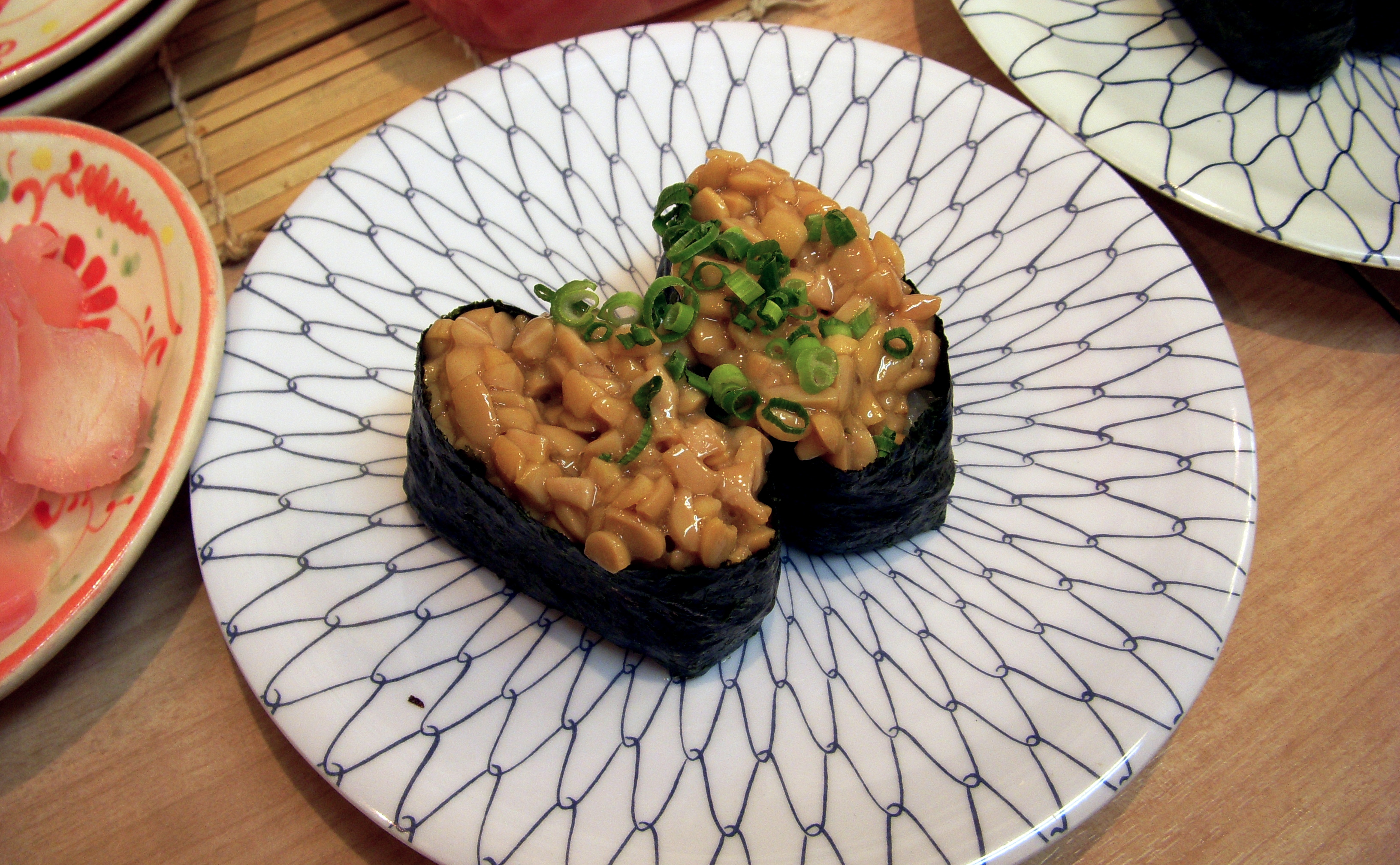
納豆軍艦（納豆壽司）
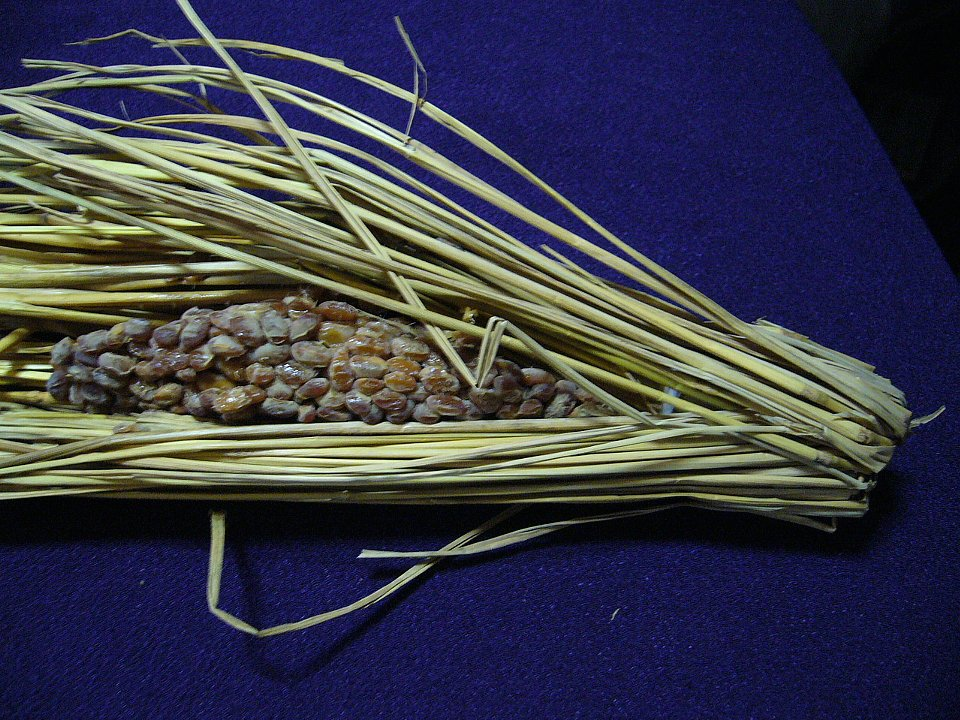
稻草包納豆，舊式納豆包裝
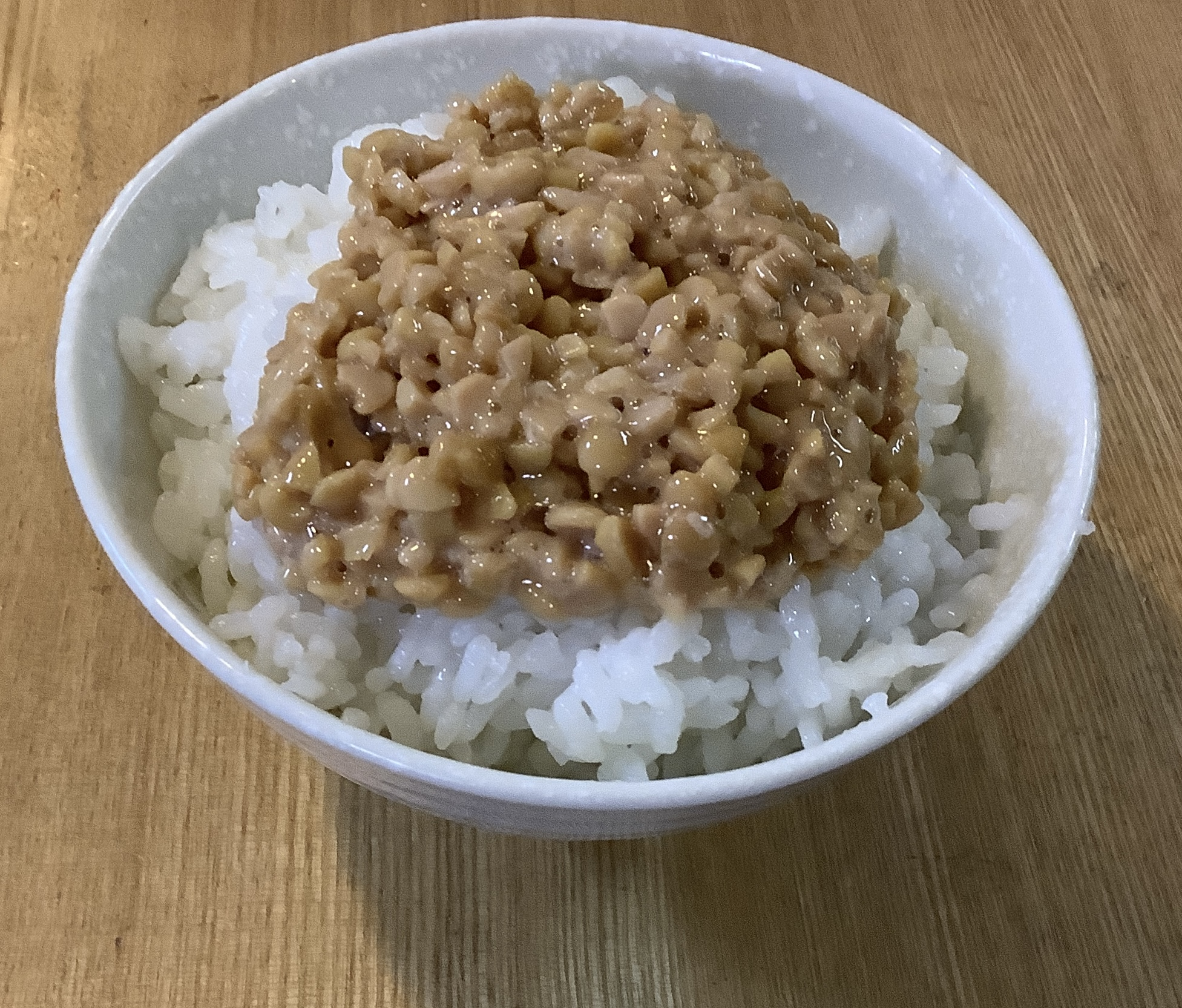
盛在碗裡的白米飯，上面放著納豆
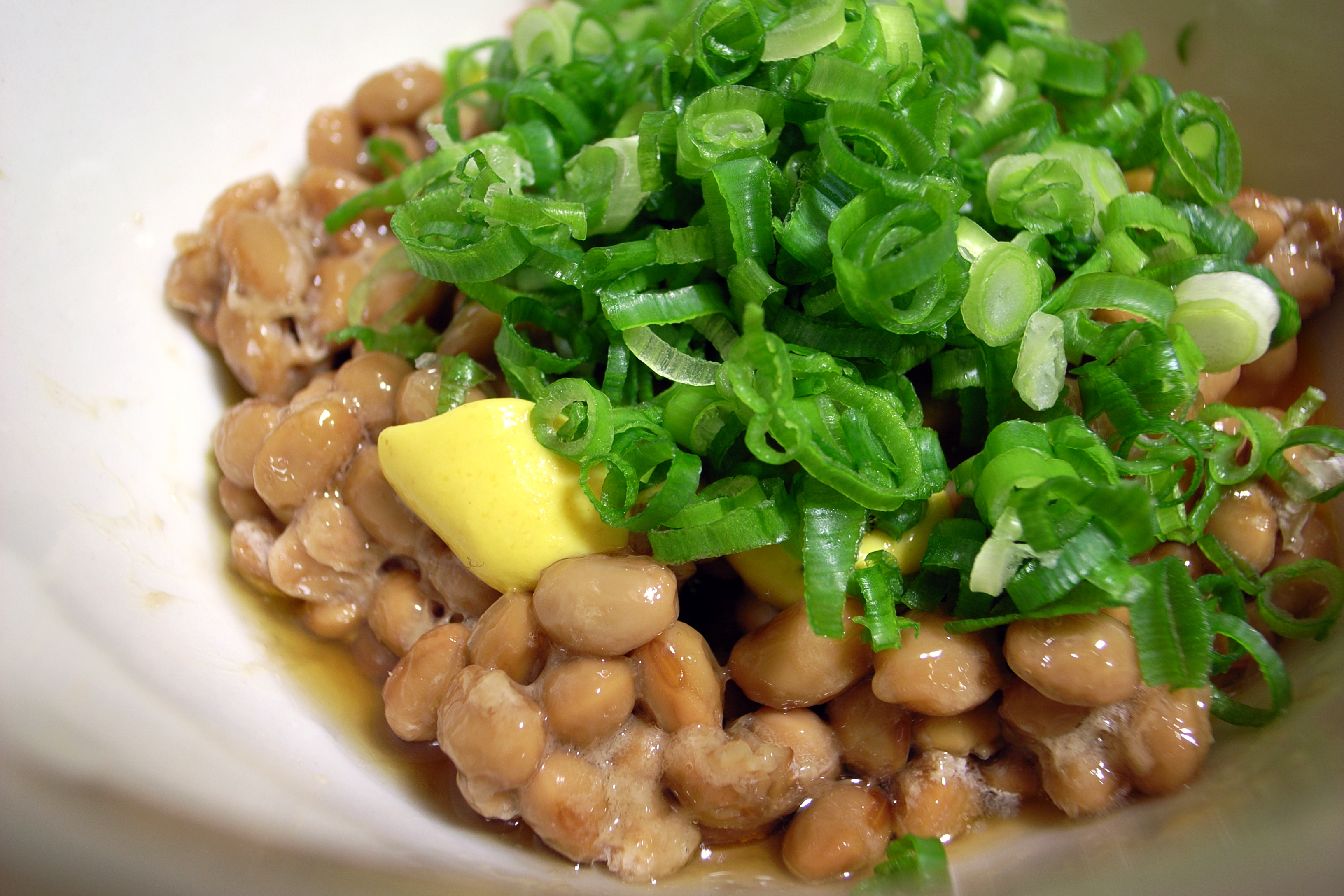
納豆配芥子和蔥
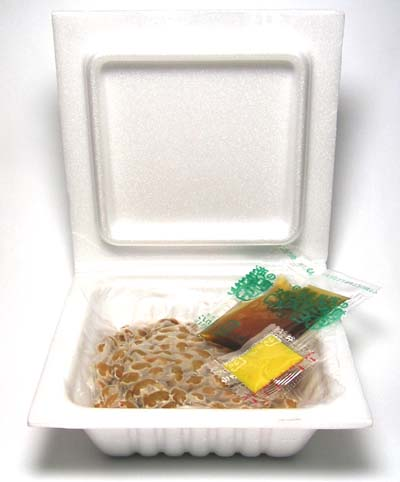
納豆裝在小容器裡出售，裡面裝著小包醬油和芥末。